# Joachim Bordt

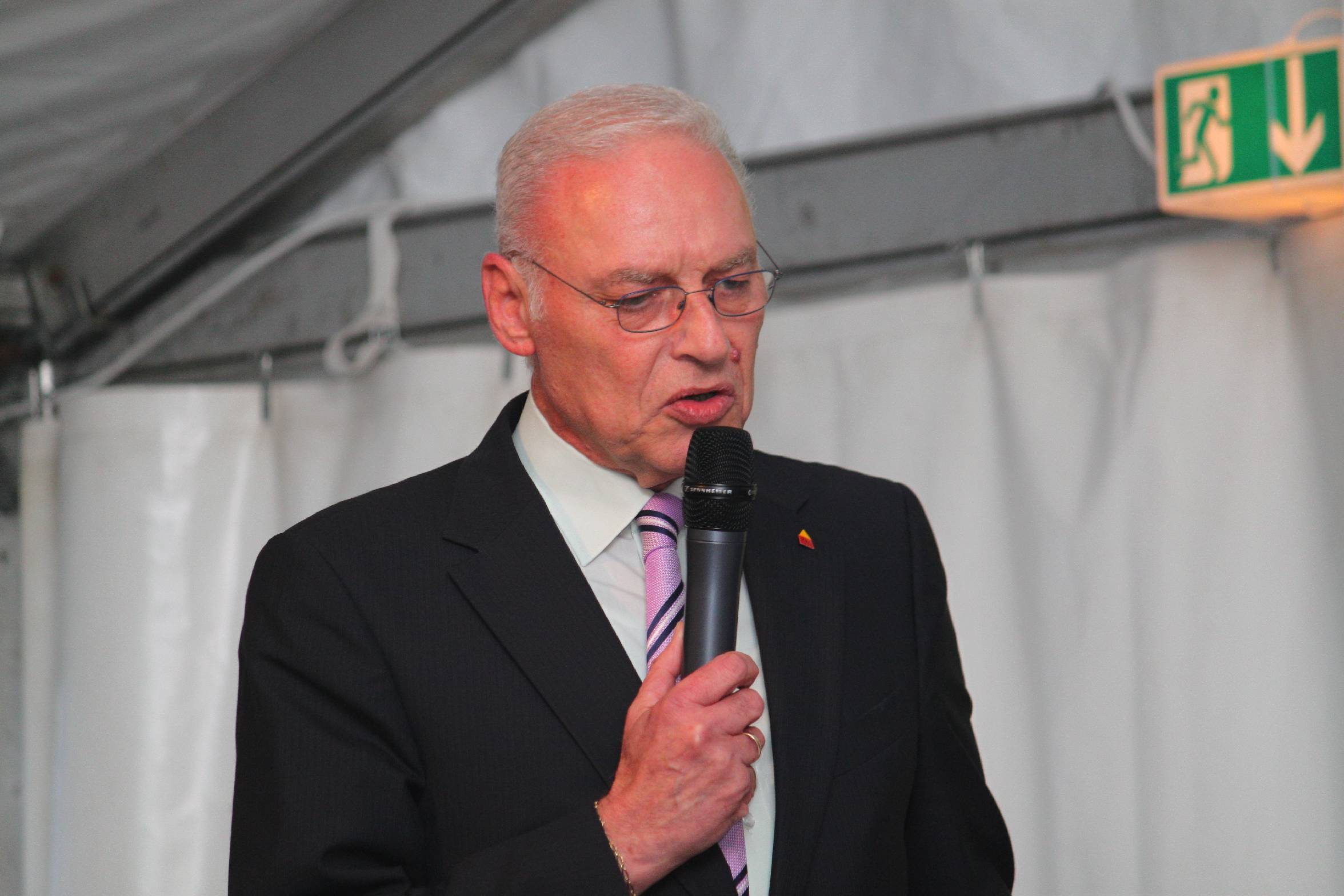
Joachim Bordt (2012)

Joachim Bordt (* 20. Mai 1947 in Lüneburg) ist ein deutscher Kommunalpolitiker (FDP) und war bis zum 14. September 2014 amtierender, hauptamtlicher Landrat des Landkreises Harburg.

## Ausbildung und erste berufliche Stationen
Joachim Bordt absolvierte nach seinem Abitur in Lüneburg ein Studium der Rechtswissenschaften an der Universität Hamburg. Er erlangte dort das Erste Staatsexamen.
Von 1973 bis Ende 1975 leistete Joachim Bordt einen zweijährigen Vorbereitungsdienst als Referendar im Bezirk des Oberlandesgerichts Celle ab, den er mit dem Zweiten Staatsexamen ab schloss.
Es folgten weitere berufliche Stationen als Jurist einer Rechtsschutzversicherung und bei der Bundesanstalt für Arbeit (BA) in Uelzen.

## Tätigkeit beim Landkreis Harburg
Joachim Bordt begann am 1. Oktober 1977 seine Tätigkeit beim Landkreis Harburg zunächst im Rechtsamt, das er ab 1979 leitete. 1983 fungierte Joachim Bordt als Dezernent mit verschiedenen Aufgaben, von 1990 bis 1997 leitete er das Sozialdezernat, ab 1998 den Fachbereich Umwelt, der 2000 zum Fachbereich Bauen und Umwelt erweitert wurde.
Am 25. September 2003 erfolgte seine Wahl zum Ersten Kreisrat und damit zum Allgemeinen Stellvertreter des Landrates einstimmig durch den Kreistag des Landkreises Harburg. Vom Frühjahr 2006 bis zur Landratswahl am 10. September 2006 übernahm er als Erster Kreisrat die Aufgaben des Landrats.
Am 10. September 2006 wurde Joachim Bordt als Nachfolger von Axel Gedaschko mit der Mehrheit von 62,6 Prozent der gültigen Stimmen für die Dauer von acht Jahren zum hauptamtlichen Landrat des Landkreises Harburg gewählt. Damit stach der FDP-Kandidat im ersten Wahlgang seinen Mitbewerber Erhard Schäfer von den Grünen, der 37,4 % der Stimmen erhielt, aus.
Am 15. September 2006 begann seine Amtszeit durch die Annahme der Wahl nach der Feststellung des amtlichen Endergebnisses durch den Kreiswahlausschuss.
Joachim Bordt war als hauptamtlicher Landrat Leiter der Verwaltung. In dieser Funktion agierte er als Vorsitzender des Kreisausschusses und war verantwortlich für die Vorbereitung und Ausführung der Beschlüsse des Kreistages. Als Landrat übernahm Joachim Bordt die Außenvertretung des Landkreises in Rechts- und Verwaltungsgeschäften und in gerichtlichen Verfahren.
Eine weitere Aufgabe von ihm war die repräsentative Vertretung des Landkreises Harburg.
Daneben war Joachim Bordt als Landrat Mitglied und Vertreter in diversen Vorständen, Aufsichtsräten und Gesellschafterversammlungen.
Joachim Bordt verabschiedete sich am 14. September 2014 in den Ruhestand. Am 15. September 2014 trat sein Nachfolger Rainer Rempe (CDU) seinen Dienst beim Landkreis Harburg an.

## Schriften (Auswahl)
- Joachim Bordt (Hrsg.): Landkreis Harburg Sozial.Report. Zahlen. Daten. Fakten. (Stand: Januar 2011).
- Joachim Bordt (Hrsg.): Landkreis Harburg WirtschaftsReport. Zahlen. Daten. Fakten. (Stand: Januar 2012).